# Лесскис, Георгий Александрович
Георгий Александрович Лесскис (20 декабря 1917, Москва — 10 января 2000, Москва) — российский литературовед, филолог, лингвист.

## Биография
Родился в Москве в семье телеграфистов. Отец — коллежский регистратор Александр Георгиевич (Григорьевич) Лесскис (1859—1941) юношеские годы провёл в Филадельфии (куда эмигрировал в 1876 году вместе со своими родителями Георгием Ефимовичем Лескисом и Розалией Левинзон), был помощником заведующего телеграфной конторой № 17 в Москве. Мать Вера Андреевна Лесскис (урождённая Журавлёва) происходила из русской купеческой семьи.
В 1935 году окончил среднюю школу № 19 и поступил в ИФЛИ.
В октябре 1938 года арестован и обвинен по статье 58 в антисоветской агитации. В начале 1939 года осужден народным судом к 5 годам ИТЛ. Оправдан высшей судебной инстанцией в конце 1939 года и продолжил обучение. Закончил ИФЛИ в июне 1941 года и уехал по распределению работать преподавателем в сельской школе.
В начале сентября 1941 года был призван в армию и направлен на Западный фронт, где был зачислен в школу санинструкторов. С декабря 1941 года по май 1945 года служил санинструктором в отдельной автосанроте. Во время войны вступил в ВКП(б). В 1944 году награжден орденом «Красной Звезды». Встретил окончание войны недалеко от Берлина.
Осенью 1946 года поступил в аспирантуру при Филологическом факультете МГУ, и в 1948 году защитил кандидатскую диссертацию на тему «Раннее творчество Пушкина и его национальные истоки».
В 1949—1951 годах работает в Государственном литературном музее. Участвовал в подготовке юбилейной выставки А. С. Пушкина, посвященной 150 летию поэта.
В 1951 году уволился из Гослитмузея и стал работать учителем литературы и русского языка в старших классах средней школы.
В 1956 вернулся в Гослитмузей и участвовал в создании Государственного музея А. С. Пушкина.
В 1958 году уволился из музея и начал работать редактором в журнале «Русский язык в национальной школе». С 1961 года заместитель главного редактора в том же журнале.
Параллельно с работой в журнале занимался лингвистикой, изучал основы конечной математики и английский язык.
В 1964 году перешел на работу в ВИНИТИ (затем в ВНИИЭМ по научно-технической информации в электротехнике (Информэлектро)) в лабораторию В. С. Чернявского, которая разрабатывала систему контекстного поиска в базе текстов по электротехнике. С 1972 года лабораторию возглавил Д. Г. Лахути. До выхода на пенсию Г. Лесскис занимался алгоритмами синтаксического анализа текста и распознаванием омонимии.
С 1995 года на пенсии.

### Семья
- Первая жена (1939—1966) — Ирина Константиновна Бунина (1918—2013).
  - Сын Александр (1946—2016), физик, был женат на дочери писателей Юрия Либединского и Лидии Либединской.
    - Внук Георгий (1967—2010), журналист «Евроньюс».
      - Правнук Александр

  - Сын Владимир (род. 1950).
- Вторая жена (с 1966) — Ксения Николаевна Атарова (род. 1943), дочь писателей Николая Сергеевича Атарова и Магдалины Зиновьевны Дальцевой.
  - Сын Георгий (род. 1968).

## Основные работы
- «Сборник диктантов для средней школы», М.: «Учпедгиз», 1949. (в соавт. с А. Ф. Бобковой).
- «Религия и нравственность в творчестве позднего Пушкина», М.: ИЦ «Гарант», 1992.
- «Пушкинский путь в русской литературе», Москва: «Художественная литература», 1993.
- «Национальный русский тип (От Онегина до Живаго), Лит.-критич. очерк», М.: «Радуга», 1997.
- Лесскис Г.А. Триптих М. А. Булгакова о русской революции: «Белая гвардия»; «Записки покойника»; «Мастер и Маргарита». — М.: О.Г.И., 1999. — 427 с. — ISBN 5-900241-35-1.
- «Лев Толстой (1852—1869)», М., «ОГИ», 2000 г.
- «Политическая история моей жизни (или развитие социализма от утопии к действительности)», первый том, М., 2019. ISBN 978-5-906480-31-6